# Sant Mateu de Bages
Sant Mateu de Bages (em catalão e oficialmente) ou San Mateo de Bages (em castelhano) é um município da Espanha na comarca de Bages, província de Barcelona, comunidade autónoma da Catalunha. Tem 102,32 km² de área e em 2021 tinha 614 habitantes (densidade: 6 hab./km²).

## Demografia
| Variação demográfica do município entre 1991 e 2004[carece de fontes?] | Variação demográfica do município entre 1991 e 2004[carece de fontes?] | Variação demográfica do município entre 1991 e 2004[carece de fontes?] | Variação demográfica do município entre 1991 e 2004[carece de fontes?] |
| ---------------------------------------------------------------------- | ---------------------------------------------------------------------- | ---------------------------------------------------------------------- | ---------------------------------------------------------------------- |
| 1991                                                                   | 1996                                                                   | 2001                                                                   | 2004                                                                   |
| 545                                                                    | 513                                                                    | 690                                                                    | 664                                                                    |